# Call of Juarez
Call of Juarez (dobesedno Juarezov klic) je prvoosebna strelska videoigra poljskih razvijalcev Techland, ki je izšla leta 2006 pri založbi Ubisoft. Prva različica je bila napisana za Microsoft Windows, leto kasneje je izšla še predelava za Xbox 360.
Dogajanje je postavljeno na divji zahod in posnema slog špageti vesternov. Igralec je postavljen v kožo dveh likov, med katerima igra preklaplja od misije do misije. To sta Billy Candle, mlad ubežnik obtožen umora, in Častitljivi Ray, nekdanji izobčenec, ki se je posvetil religiji in veruje, da ga je Bog izbral za orodje svojega srda.
Igra je bila razmeroma dobro sprejeta med kritiki, predvsem zaradi vzdušja in dobre grafične podobe. Zaradi nasilne vsebine je sistem za ocenjevanje primernosti iger PEGI ne priporoča mlajšim od 18 let. Leta 2009 je izšel še naslednik Call of Juarez: Bound in Blood, katerega zgodba se dogaja pred prvim delom igre.